# Prabodha Chandrodaya

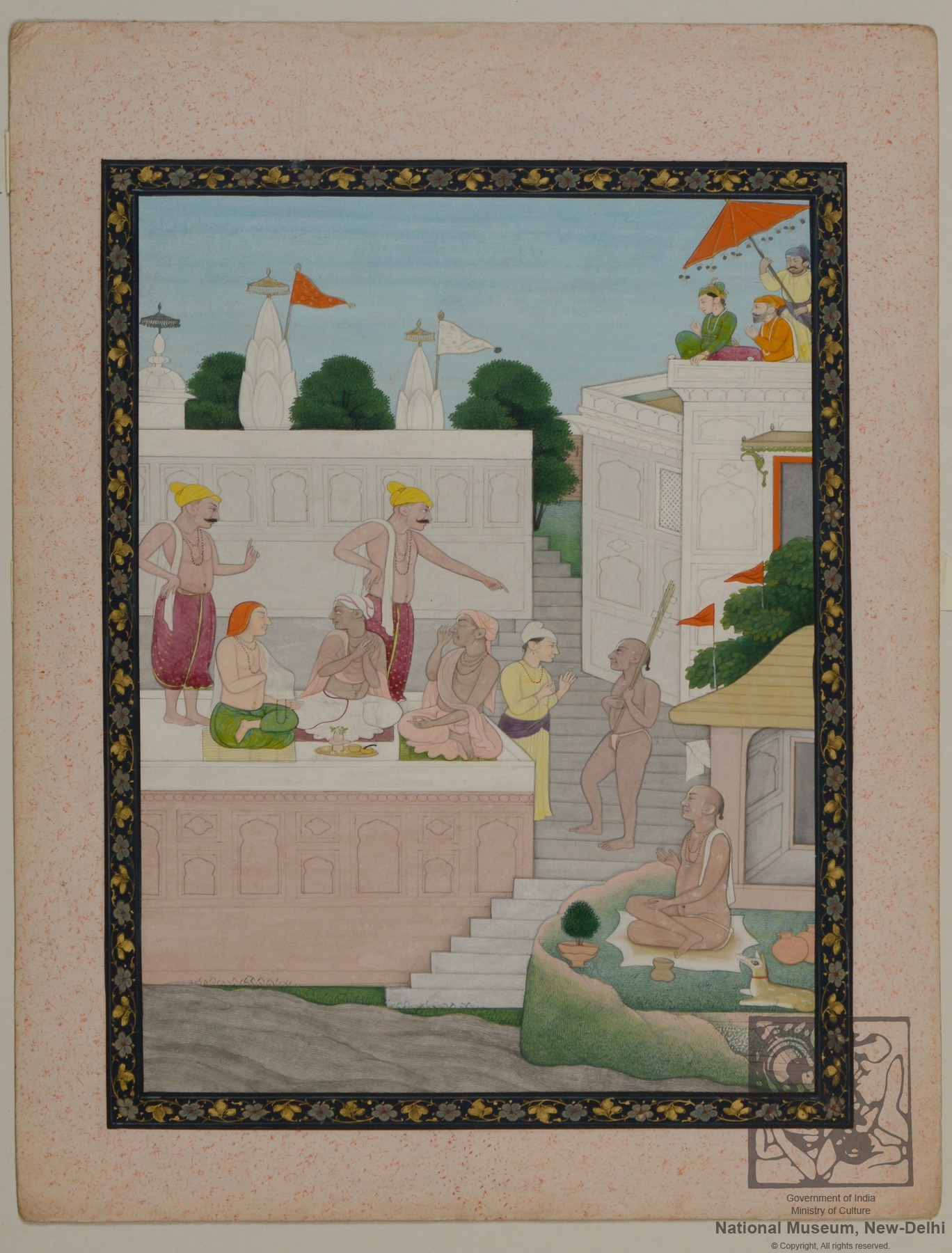
Representación de Prabodha Chandrodaya

Prabodha Chandrodaya es un drama alegórico y filosófico escrito por Krishna Mishra en sánscrito alrededor de los siglos xi o xii. Se divide en seis actos.
Los personajes son la Fe, Voluntad, Opinión, Imaginación, Contemplación, Devoción y Amistad, por una parte, que vencen al Error, Presunción, Hipocresía, Amor, Pasión, Ira y Avaricia. Celebra el triunfo del vedantismo sobre los sistemas budistas y jainistas. Varios dramas de siglos posteriores imitaron su estilo.